# El Hencha
El Hencha è una città della Tunisia che si trova 17 km a sud di El Jem.
Fa parte del Governatorato di Sfax ed è capoluogo della delegazione omonima che conta 43.170 abitanti. La municipalità conta 6.277 abitanti.